# Dublette (Bibliothek)
Eine Dublette, oder Doublette (CH) oder ein Mehrfachexemplar (auch Doppelstück) ist im Bibliothekswesen ein mehrfach im Bibliotheksbestand vorhandenes Medium (z. B. Buch, Zeitschrift, CD, DVD). Weiterhin bezeichnet man mehrfach vorhandene Katalogisate (Datensätze in Bibliothekskatalogen) als Dublette.

## Dubletten im Bestand
Die Anschaffung von Mehrfachexemplaren ist häufig gewollt; vor allem bei sehr stark nachgefragten Medien wie beispielsweise Lehrbüchern in einer Lehrbuchsammlung. Bei Standardwerken wie zum Beispiel Wörterbüchern ist oft eines der Exemplare als Präsenzbestand nicht ausleihbar. Wird ein aus diesen Gründen in mehreren Exemplaren vorhandenes Werk durch eine Neubearbeitung inhaltlich überholt, fällt der Grund für die Bereitstellung mehrerer Exemplare weg, da nun die neuere Fassung in der Benutzung wichtiger, die ältere dagegen lediglich von dokumentarischem Interesse ist. Dadurch werden die Mehrfachexemplare überflüssig.
Dubletten können durch Schenkung, Nachlässe oder die Übernahme anderer Bibliotheksbestände in den Besitz einer Bibliothek gelangen, insbesondere wenn die Quelle inhaltlich ähnlich ausgerichtet war wie die übernehmende Stelle, wenn also beispielsweise der Nachlass eines Theologen an eine theologische Bibliothek abgegeben wird oder eine Klosterbibliothek an ein theologisches Institut übergeht.
Bei der Deakzession von nicht (mehr) benötigten Dubletten können diese anderen Bibliotheken angeboten werden (Dublettentausch). Diese Praxis ist jedoch nicht mehr so häufig, da aus betriebswirtschaftlicher Sicht der Verwaltungsaufwand den Nutzen übersteigen kann, zudem sind gerade Standardwerke in den als Abnehmer in Frage kommenden Bibliotheken oft schon vorhanden. In solchen Fällen kann die Überprüfung des Zustandes relevant sein, d. h. das besser erhaltene Exemplar wird aufbewahrt, das schlechtere ausgeschieden. Aufgrund des Verwaltungsaufwandes kann jedoch auch hierauf verzichtet werden. In diesem Fall werden die ausgesonderten Dubletten makuliert oder veräußert, letzteres entweder an ein Antiquariat oder an die Benutzer der Bibliothek. Dies gilt nicht für Archivbibliotheken, die keinerlei Bestand aussondern dürfen.
Für historische Buchbestände (etwa von Inkunabeln, Drucken der Frühen Neuzeit aber auch späterer Zeiträume) können die gewöhnlichen Regeln der Deduplikation nicht angewandt werden, da aufgrund exemplarspezifischer Merkmale in der Provenienzforschung, der Buchwissenschaft, der Einbandforschung und für ähnliche Forschungsinteressen jedes einzelne Exemplar als Unikat verstanden werden kann und somit keine Dubletten existieren. Im weiteren Sinne gilt dies auch für alle anderen mit Besitzvermerken und Anmerkungen versehenen Bücher.

## Dubletten in Katalogen
Während die Unterscheidung von einzelnen Exemplaren im Katalog gewollt ist – beispielsweise für die Verwaltung der Ausleihe – sollen die Angaben auf der Ebene der Ausgabe und des Werkes im Rahmen der Functional Requirements for Bibliographic Records (FRBR) möglichst zusammengeführt werden. Doppelt oder mehrfache Datensätze können ungewollt entstehen, wenn Daten aus verschiedenen Quellen zusammengeführt werden oder wenn beim Anlegen eines neuen Datensatzes ein bereits vorhandener Datensatz nicht erkannt wird. Zur Erkennung von Dubletten besitzen viele Bibliothekssysteme Methoden der Duplikaterkennung. Damit wird die Verwaltung von Mehrfachexemplaren und die Neuerfassung eines bereits inventarisierten Exemplars verhindert. Die Zusammenführung verschiedener Quellen, in denen Dubletten vorkommen können, tritt im Bibliothekswesen unter anderem bei der Digitalisierung von alten Katalogen (Bandkataloge, Karteikarten etc.), bei der Datenübernahme in Gesamtkatalogen und bei Metasuchmaschinen auf.
Mit dem so genannten „Matchkey“ soll an deutschen Bibliotheken eine Methode zur Berechnung eines Hash-Wert für bibliographische Datensätze entwickelt werden, um Dubletten aufzufinden.